# Леонтович, Иван Андрианович
Ива́н Андре́евич Леонто́вич (укр. Іван Андріанович Леонтович; 1 января 1893, с. Тенетиска Рава-Русского повята, Галичина, Австро-Венгрия (ныне Люблинское воеводство, Польша) — 30 июня 1970, Прага, Чехословакия) — украинский поэт, стенограф и переводчик, редактор. Член Союза украинских врачей Чехословакии.

## Биография
В 1917—1918 годах — стенограф Украинской Центральной Рады.
В 1920 году окончил гимназию во Львове. В 1920—1921 годах обучался на богословском факультете Львовского университета, в 1921—1927 годах изучал медицину, в 1922—1926 гг. — философию, в 1927—1928 гг. — естествознание в Карловом университете в Праге.
В 1924—1939 и 1945—1948 годах работал стенографом Национального собрания (парламента) Чехословакии. В 1940—1941 годах — редактор отдела прессы президиума Министерского совета (Прага).
В 1948—1953 годах находился в заключении по политическим мотивам. В 1956—1970 гг. работал на производстве в Праге.
Реабилитирован в 1990 году.
Автор лирических и патриотических стихов, балад, поэм, бо́льшая часть которых не была опубликована.

## Избранные произведения
- «В неволі» (1948),
- «Боги жаждуть крові» (1949),
- «Опришок Баюрак» (1962).

В 2012 дочь поэта передала его личный архив в Славянскую библиотеку в Праге.